# I liga polska w hokeju na lodzie (1993/1994)
39. sezon I ligi polskiej w hokeju na lodzie rozegrany został na przełomie 1993 i 1994 roku. Był to 58 sezon rozgrywek o Mistrzostwo Polski w hokeju na lodzie. Mistrzem Polski został zespół Podhala Nowy Targ. Był to czternasty tytuł mistrzowski w historii klubu. 

## Formuła rozgrywek
W rundzie zasadniczej zespołu udział wzięło 10 drużyn i rozegrały ze sobą po 2 mecze. Potem zespoły zostały podzielone na dwie grupy: Silną (4 drużyn) i Słabszą (6 drużyny). W grupie Silnej zespoły grały ze sobą po 4 mecze, a w grupie Słabszej po 2 mecze.

## Grupa "Silniejsza"

### Tabela
| Lp. | Zespół            | M  | Pkt | W  | R | P  | G+  | G−  | +/−  |
| --- | ----------------- | -- | --- | -- | - | -- | --- | --- | ---- |
| 1   | Podhale Nowy Targ | 30 | 59  | 29 | 1 | 0  | 213 | 57  | +156 |
| 2   | Unia Oświęcim     | 30 | 38  | 18 | 2 | 10 | 141 | 88  | +53  |
| 3   | Naprzód Janów     | 30 | 35  | 17 | 1 | 12 | 129 | 108 | +21  |
| 4   | Polonia Bytom     | 30 | 28  | 14 | 0 | 16 | 96  | 141 | -45  |

## Grupa "Słabsza"

### Tabela
| Lp. | Zespół              | M  | Pkt | W  | R | P  | G+  | G−  | +/−  |
| --- | ------------------- | -- | --- | -- | - | -- | --- | --- | ---- |
| 5   | GKS Katowice        | 28 | 30  | 14 | 2 | 12 | 138 | 95  | +43  |
| 6   | MHK Tysovia Tychy   | 28 | 28  | 12 | 4 | 12 | 90  | 75  | +15  |
| 7   | STS Sanok           | 28 | 28  | 11 | 6 | 11 | 85  | 93  | -8   |
| 8   | Towimor Toruń       | 28 | 23  | 10 | 3 | 15 | 125 | 131 | -6   |
| 9   | Cracovia            | 28 | 15  | 6  | 3 | 19 | 60  | 116 | -56  |
| 10  | Stoczniowiec Gdańsk | 28 | 4   | 2  | 0 | 26 | 55  | 228 | -173 |

      = Awans do ćwierćfinału

## Play-off

### Ćwierćfinały
| Podhale Nowy Targ | - | Towimor Toruń     | 3-1 | 1:2, 10:6, 15:1, 5:3    |
| Polonia Bytom     | - | GKS Katowice      | 1-3 | 3:2, 3:10, 4:7, 2:4     |
| Naprzód Janów     | - | MHK Tysovia Tychy | 3-1 | 5:0, 3:4, 4:3, 3:1      |
| Unia Oświęcim     | - | STS Sanok         | 3-2 | 4:5, 8:2, 5:3, 4:5, 4:1 |

## Półfinały
| Podhale Nowy Targ | - | GKS Katowice  | 4-0 | 4:3, 5:2, 5:2, 8:5                |
| Unia Oświęcim     | - | Naprzód Janów | 4-3 | 3:6, 3:2, 8:2, 4:3, 1:2, 1:5, 4:1 |

## Rywalizacja o 3. miejsce
| Naprzód Janów | - | GKS Katowice | 0-4 | 2:6, 3:5, 4:5, 6:7 |

## Finał
| Podhale Nowy Targ | - | Unia Oświęcim | 4-0 | 2:0, 10:3, 9:1, 7:3 |

## Turniej o miejsca 5-10

### Tabela
| Lp. | Zespół              | M  | Pkt | W | R | P | G+ | G− | +/− |
| --- | ------------------- | -- | --- | - | - | - | -- | -- | --- |
| 5   | MHK Tysovia Tychy   | 10 | 18  | 9 | 0 | 1 | 56 | 24 | +32 |
| 6   | KS Toruń            | 10 | 14  | 7 | 0 | 2 | 46 | 33 | +13 |
| 7   | STS Sanok           | 10 | 11  | 5 | 1 | 4 | 45 | 31 | +14 |
| 8   | Polonia Bytom       | 10 | 9   | 4 | 1 | 5 | 38 | 45 | -7  |
| 9   | Cracovia            | 10 | 8   | 4 | 0 | 6 | 36 | 38 | -2  |
| 10  | Stoczniowiec Gdańsk | 10 | 2   | 1 | 0 | 9 | 17 | 53 | -36 |

## Baraż o I ligę
| Stoczniowiec Gdańsk | - | BTH Bydgoszcz | 2:2, 3:1 |

## Nagrody
| Nagroda   | Zawodnik         | Klub              |
| --------- | ---------------- | ----------------- |
| Złoty Kij | Marek Batkiewicz | Podhale Nowy Targ |